# Arnauld farkasfalka
Az Arnauld farkasfalka a Kriegsmarine tengeralattjárókból álló, második világháborús támadóegysége volt, amely összehangoltan tevékenykedett 1941. november 5. és 1941. november 18. között az Atlanti-óceán északi részének keleti területein,  a Brit-szigetektől délre, Franciaországtól és Portugáliától nyugat-délnyugatra, illetve a Földközi-tengeren Spanyolországtól délre. Az Arnauld farkasfalka négy búvárhajóból állt, amelyek egy hajót süllyesztettek el, a 22 600 brt vízkiszorítású brit repülőgép-hordozót, az HMS Ark Royalt. A tengeralattjárók közül az U–433 elpusztult. A farkasfalka Lothar von Arnauld de la Perière-ről, az első világháború legsikeresebb német tengeralattjáró-kapitányáról kapta a nevét. 
Az U–433-at 1941. november 16-án,  Gibraltártól keletre a Brit Királyi Haditengerészet HMS Marigold korvettje mélységi bombákkal és fedélzeti fegyvereinek tüzével megsemmisítette. Hat német tengerész meghalt, 38 életben maradt.

## A farkasfalka tengeralattjárói
| A hajó száma | Parancsnoka            | Részvétel kezdete | Részvétel vége     |
| ------------ | ---------------------- | ----------------- | ------------------ |
| U–81         | Friedrich Guggenberger | 1941. november 5. | 1941. november 18. |
| U–205        | Franz-Georg Reschke    | 1941. november 5. | 1941. november 18. |
| U–433        | Hans Ey                | 1941. november 8. | 1941. november 16. |
| U–565        | Johann Jebsen          | 1941. november 5. | 1941. november 18. |

## Elsüllyesztett hajó
| Dátum              | A búvárhajó száma | A hajó neve    | Nemzetisége        | Vízkiszorítása | Konvoj |
| ------------------ | ----------------- | -------------- | ------------------ | -------------- | ------ |
| 1941. november 13. | U–81              | HMS Ark Royal* | Egyesült Királyság | 22 600         |        |

* Hadihajó